# 爱丽丝·科川
爱丽丝·科川（Alice Coltrane, 1937年8月27日—2007年1月12日），本姓麦克劳德（McLeod），梵语名為Turiyasangitananda，是一位美国爵士乐音乐家、作曲家和斯瓦米。
作为一位钢琴家和爵士乐史上为数不多的竖琴手之一，科川从1960年代末和1970年代初起作为乐队领队在衝動！等唱片公司录制了许多专辑。1965年，她与同为爵士音乐家的约翰·科川结婚，并于1966年至1967年与他一起演出。
科川在20世纪70年代中期放缓了她的音乐生涯，转而投入到了宗教教育事业中：1975年，她创立了吠陀中心；随后于1983年在加利福尼亚州创立了Shanti Anantam修道院并担任精神导师；1994年7月3日，她参与了Sai Anantam修道院的落成典礼。
在1980年代和1990年代，她录制了一些印度教虔诚音乐，接着在2000年代重返爵士乐界。

## 生平

### 早年生活和事业（1937—1965年）
科川于1937年8月27日出生于密歇根州底特律的一个音乐世家中。她的母亲安娜·麦克劳德（Anna McLeod）在一个教堂的合唱团中工作；同父异母的兄弟欧内斯特·法罗（Ernest Farrow）是一名爵士贝斯手；妹妹玛丽莲·麦克劳德（Marilyn McLeod）则作为词曲作者为摩城唱片创作。在父亲的鼓励下，她开始接触音乐，并开始在底特律附近的各个俱乐部演出，直到1950年代末搬到巴黎。
起初，她学习古典音乐。但到达巴黎后，她则跟随巴德·鲍威尔（Bud Powell）开始了爵士乐的学习，并于1960年在Blue Note Jazz Club担任中场钢琴师。科川随后结识了幸运·汤普森、皮埃尔·米歇洛和肯尼·克拉克，并与三人一起出现在法国电视台的表演中。同年，她与与肯尼·“潘乔”·哈古德（Kenny "Pancho" Hagood）结婚，并生下一个女儿。然而，由于哈古德对海洛因成瘾，这段婚姻很快就结束了：科川被迫带着女儿回到底特律，并与电颤琴演奏家特里·波拉德（Terry Pollard）组成二重奏组继续演奏爵士乐。 
1962–63年，她与特里·吉布斯（Terry Gibbs）的四重奏组一起演奏。期间她遇到了約翰·柯川。1965年，两人在墨西哥华雷斯结婚——约翰·科川成为了爱丽丝·科川的女儿米歇尔（Michelle）的继父。
这对夫妇共有三个孩子：小约翰（John Jr.，生于1964年，贝斯手，1982年死于车祸）；拉维（Ravi，生于1965年，萨克斯手）；和奥拉尼安（Oranyan，生于1967年，DJ）。奥拉尼安后来在山塔娜合唱团演奏了一段时间的萨克斯。

### 个人作品（1967—1978年）
科川夫妇对“灵性”的投入和理解陆续增长，并影响了约翰的一些作品和项目，例如《至高无上的爱》（A Love Supreme）。 1966年1月，爱丽丝取代麦考伊·泰纳（McCoy Tyner）在约翰的乐队中演奏钢琴，直到约翰于1967年7月17日去世。
丈夫去世后，她继续推进两人的音乐愿景，并开始以作曲家和乐队指挥的身份发行唱片。她在1967年录制了她的第一张专辑——《修道院三重奏》（A Monastic Trio）。并在1968年到1977年间陆续发行了十三张完整唱片。
在过程中，她将风格逐步由标准爵士转向更“宇宙化”的精神爵士。这在《宇宙的意识》（Universal Consciousness）和《世界银河》（World Galaxy）等专辑里得到了体现：管弦乐编制取代了传统的四重奏乐队，丰富的交响乐编曲和竖琴也加入到作品之中。
在1973年以前，她一直在Impulse!-录制了约翰·科川大部分作品的唱片公司-发行音乐。在那之后，华纳唱片负责发行她的作品，直到1978年她远离公众视线。

### 隐居（1975—1995年）
丈夫去世后，科川经历了一段人生中的考验：她患上了严重的失眠，体重也大量减轻。这种苦行（tapas，她用来描述自己痛苦的梵语术语）促使她先后向古鲁斯瓦米萨奇达南达和沙迪亚赛巴巴寻求印度教的精神指导。
到1972年，她放弃了世俗生活，搬到了加利福尼亚，并在1975年于马里布附近建立了Vedantic中心。到1970年代后期，她改名为 Turiyasangitananda， 成为Shanti Anantam Ashram （后来更名为 Chumash Pradesh）的精神导师（swamini）
当时，Turiyasangitananda常会在修道院举行正式和非正式的吠陀仪式。她表演独奏圣歌（bhajans）和集体圣歌（kirtans）。1982年，她的第一张精神爵士唱片《图里亚的歌声》（Turiya Sings）融合了传统歌曲中的旋律和合成器的运用。在当时，这张唱片仅通过她的出版公司——阿凡达图书研究所（Avatar Book Institute）发布给修道院成员，而并非公开发行。
从1980年代中期到1990年代中期，她又发行了三张专辑，分别是1987年的《神曲》（Divine Songs）、1990年的《无限圣歌》（Infinite Chants）和1995年的《荣耀圣歌》（Glorious Chants）。总部位于纽约的唱片公司Luaka Bop在2017年5月汇编了她录制于道场中的未公开曲目，并以《World Spirituality Classics 1: The Ecstatic Music of Alice Coltrane Turiyasangitananda》的名称发行。
修道院在2018年发生的伍尔西大火中被毁。

### 晚年和逝世（1995—2007年）
1990年代，人们对她的作品重新产生了兴趣，促成了合辑《星际冥想》（Astral Meditation）和她的复出专辑《平移之光》（Translinear Light）的发行。
在中断了25年的公开表演后，科川于在2006年秋季重返舞台，并在美国进行了三场演出：其中包括9月23日——约翰·科川80岁生日——由密歇根大学音乐协会在安阿伯山礼堂举办的一场音乐会；以及11月4日与她的儿子拉维·科川、鼓手罗伊·海恩斯（Roy Haynes）和贝斯手查理·哈登（Charlie Haden）一起在旧金山爵士音乐节上的演出。
因呼吸衰竭，科川于2007年在洛杉矶郊区的西山医院和医疗中心去世，享年69岁。她与约翰·科川一同被葬在纽约萨福克郡法明代尔派尼劳恩纪念公园（Pinelawn Memorial Park）。

## 影响
保罗·威勒以他的歌曲《爱丽丝之歌》（Song for Alice）向科川致敬。
科川的曾侄子，电子音乐制作人史蒂夫·“飞莲”·埃里森（Steve "Flying Lotus" Ellison），也在他2010年的专辑《宇宙之光》（Cosmogramma）中，以一首名为《液滴//姨妈的琴声》（Drips//Auntie's Harp）的歌曲向科川致敬；史蒂夫同样在歌曲《蓝色尼罗河》（Blue Nile）中采样了科川在专辑《Ptah, the El Daoud 》的竖琴演奏。
劳拉·维尔斯（Laura Veirs）专辑《经线和纬线》（Warp and Weft）中的歌曲《那位爱丽丝》（That Alice）也是关于科川的。
Orange Cake Mix 在他们1997年的全长专辑《水下银线》（Silver Lining Underwater）中收录了一首名为《爱丽丝·科川》（Alice Coltrane）的歌曲。
诗人乔瓦尼·辛格尔顿（Giovanni Singleton）的作品《升天》（Ascension）收录了她在科川去世后的每天里写的共49首诗歌。
考琳·史密斯（Cauleen Smith）的概念艺术展「给予或离开它」（Give It or Leave It）展出了两部电影——《朝圣者》（Pilgrim，2017年）和《过客》（Sojourner，2018年）——探索了科川的音乐和修道院。